# 2-アセチル-5-メチルフラン
2-アセチル-5-メチルフラン（英: 2-Acetyl-5-methylfuran）は、フランにアセチル基とメチル基が1つずつ結合した有機化合物である。脂肪臭、あるいはフライドポテト様と表現される匂いを持ち、食品香料やタバコ用香料として用いられる。消防法による第4類危険物 第3石油類に該当する。